# بالگردگاه مرکز همکاری‌های بیورتن
بالگردگاه مرکز همکاری‌های بیورتن (به انگلیسی: Beaverton Corporate Center Heliport) یک فرودگاه تعطیل است. این فرودگاه در شهر بیورتون، اورگن کشور ایالات متحده آمریکا قرار دارد و در ارتفاع ۵۳ متری از سطح دریا واقع شده‌است.